# Diplodia palmicola
Diplodia palmicola är en svampart som beskrevs av Thüm. 1830. Diplodia palmicola ingår i släktet Diplodia och familjen Botryosphaeriaceae.   Inga underarter finns listade i Catalogue of Life.